# Ceratoides
Ceratoides là chi thực vật có hoa trong họ Amaranthaceae.